# Adolf Erkinger
Adolf Erkinger (* 9. September 1900 in Deutsch Kaltenbrunn; † unbekannt) war ein österreichischer, nationalsozialistischer Politiker aus Rudersdorf. Er hatte 1938 das Amt des Kreisleiters der NSBO inne und wurde am 15. März 1938 von Gauleiter Tobias Portschy zum Mitglied des Burgenländischen Landtags ernannt. Er beantragte am 12. Mai 1938 die Aufnahme in die NSDAP und wurde rückwirkend zum 1. Mai desselben Jahres aufgenommen (Mitgliedsnummer 6.103.896).